# Matteo Liberatore
Matteo Liberatore SJ (Salerno, 14 de agosto de 1810 – Roma, 18 de outubro de 1892) foi um jesuíta, filósofo e escritor italiano.
Em 1825, começou a estudar no Colégio dos Jesuítas em Nápoles. Em 9 de Outubro de 1826, ingressou no noviciado. Entre 1837 e 1848 foi professor de filosofia, atividade interrompida devido à Revolução de 1848 que o obrigou a passar um breve período em Malta. Em 1850, retornou à Itália e foi trabalhar da "Civiltà Cattolica", um periódico fundado pelos jesuítas para defender a Igreja e o papado, com base base nas ideias de São Tomás de Aquino.
Liberatore foi um importante neotomista, tendo defendido as ideias de São Tomás de Aquino desde a época em que era professor de filosofia.
Foi uma das pessoas que ajudou a redigir a Encíclica "Rerum Novarum", marco fundamental da Doutrina Social da Igreja Católica.